# Верзилов, Арсений Яковлевич
 Арсений Яковлевич Верзилов  (1777—1822) — подполковник, участник Аустерлицкого сражения и Отечественной войны, капитан Лейб-Гренадерского полка

## Биография
Родился в 1777 году в Пермской губернии. 12 января 1797 года пожалован кавалергардом в кавалергардские эскадроны. 16 ноября того же года переведен в лейб-гвардейский полк подпрапорщиком, в 1802 году произведен в прапорщики, в 1803 году в подпоручики, а в 1805 году в поручики.
Принимал участие в Аустерлицком сражении, в кампании 1807 года, в делах при Гутштадте, при реке Пасарге, под Гейльсбергом и при Фридланде. В 1810 году произведен в штабс-капитаны, в 1811 году в капитаны. В Отечественную войну 1812 года участвовал в сражениях под Витебском, Смоленском, а за Бородино получил золотую шпагу. В делах при Татурине, Воронове, Малом-Ярославце и Красном.
В 1813 году за сражение при Люцене получил орден святого Владимира 4-й ст. , затем участвовал в сражениях при Дрездене, Кульме,  под Лейпцигом, в 1814 году при Арси и Фершампенуазе и при взятии форштадта в Париже, за что он был награждён орденом святой Анны 2 класса. В 1816 году произведен в подполковники с переводом в Гренадерский короля Прусского полк.
С 13 ноября 1820 года состоял комендантом Петропавловской крепости в Петербурге. Скончался 6 марта 1822 года.

## Награды
- Орден Святой Анны 4-й ст.
- Орден Святого Владимира 4-й ст.
- Орден Святой Анны 2-й ст.
- Орден "Pour la Merite"
- Золотое оружие «За храбрость»